# چیهیرو (ترانه)
«چیهیرو» (انگلیسی: Chihiro) ترانه‌ای از خواننده و ترانه‌پرداز آمریکایی، بیلی آیلیش است. این ترانه نخستین تک‌آهنگ تبلیغاتی سومین آلبوم استودیویی او به نام هیت می هارد اند سافت (۲۰۲۴) است. متن ترانه توسط آیلیش و برادرش فینیس اوکانل نوشته شده و تهیه‌کنندگی ترانه را برادرش انجام داده است. این ترانه در ۱۷ مه ۲۰۲۴ از طریق دارک‌روم و اینترسکوپ رکوردز منتشر شد.

## جدول‌های موسیقی
| جدول (۲۰۲۴)                                         | بالاترین جایگاه |
| --------------------------------------------------- | --------------- |
| آرژانتین (۱۰۰ آهنگ داغ آرژانتین)                    | ۸۵              |
| استرالیا (ای‌آرآی‌ای)                                 | ۷               |
| اتریش (او۳ تاپ ۴۰ اتریش)                            | ۳               |
| بلژیک (اولتراتاپ ۵۰ فلاندرز)                        | ۲۱              |
| بلژیک (اولتراتاپ ۵۰ والونی)                         | ۲۵              |
| ۲۰                                                  |                 |
| کانادا (۱۰۰ تک‌آهنگ داغ کانادا)                      | ۱۲              |
| کرواسی (بیلبورد)                                    | ۱۸              |
| جمهوری چک (۱۰۰ تک‌آهنگ دیجیتال برتر)                 | ۳               |
| دانمارک (ترک‌لیسن)                                   | ۱۲              |
| فنلاند (جدول‌های رسمی فنلاند)                        | ۲۱              |
| فرانسه (اس‌ان‌ئی‌پی)                                   | ۱۲              |
| آلمان (جدول‌های رسمی آلمان)                          | ۳۵              |
| ۲۰۰ آهنگ جهانی (بیلبورد)                            | ۶               |
| یونان بین‌المللی (آی‌اف‌پی‌آی)                          | ۴               |
| مجارستان (۴۰ تک‌آهنگ برتر)                           | ۱۳              |
| ایسلند (Tónlistinn)                                 | ۹               |
| ایرلند (ایرما)                                      | ۱۱              |
| ایتالیا (فیمی)                                      | ۴۸              |
| لتونی (LAIPA)                                       | ۳               |
| لبنان انگلیسی (۲۰ آهنگ برتر رسمی لبنان)             | ۱۵              |
| لیتوانی (آگاتا)                                     | ۲               |
| لوکزامبورگ (بیلبورد)                                | ۴               |
| منا (آی‌اف‌پی‌آی)                                      | ۵               |
| هلند (۱۰۰ تک‌آهنگ برتر)                              | ۱۰              |
| نیوزیلند (ریکوردد میوزیک ان‌زد)                      | ۶               |
| نروژ (وی‌جی-لیستا)                                   | ۷               |
| لهستان (جدول‌های موسیقی لهستان)                      | ۷               |
| پرتغال (ای‌اف‌پی)                                     | ۲               |
| راشا آل مدیا (تاپ‌هیت)                               | ۹               |
| عربستان سعودی (آی‌اف‌پی‌آی)                            | ۷               |
| سنگاپور (آرآی‌ای‌اس)                                  | ۱۸              |
| ۴                                                   |                 |
| آفریقای جنوبی (TOSAC)                               | ۱۲              |
| اسپانیا (پروموزیک)                                  | ۲۴              |
| سوئد (فهرست برترین‌های سوئد)                         | ۲۳              |
| سوئیس (شوایزر هیت‌پاراد)                             | ۴               |
| امارات متحد عربی (آی‌اف‌پی‌آی)                         | ۸               |
| تک‌آهنگ‌های بریتانیا (اوسی‌سی)                         | ۷               |
| بیلبورد هات ۱۰۰ ایالات متحده                        | ۱۲              |
| ترانه‌های داغ راک و آلترناتیو ایالات متحده (بیلبورد) | ۳               |

| جدول (۲۰۲۴)                     | بالاترین جایگاه |
| ------------------------------- | --------------- |
| استریم برزیل (پرو موزیکا برزیل) | ۲۶              |
| راشا آل مدیا (تاپ‌هیت)           | ۱۷              |

| جدول (۲۰۲۴)                                         | جایگاه |
| --------------------------------------------------- | ------ |
| کانادا (۱۰۰ تک‌آهنگ داغ کانادا)                      | ۷۰     |
| گلوبال ۲۰۰ (بیلبورد)                                | ۱۰۴    |
| سوئیس (جدول موسیقی سوئیس)                           | ۴۹     |
| ترانه‌های داغ راک و آلترناتیو ایالات متحده (بیلبورد) | ۱۶     |

## گواهی‌نامه‌ها
| منطقه                                                                            | گواهی     | واحد گواهی‌شده/فروش |
| -------------------------------------------------------------------------------- | --------- | ------------------ |
| بلژیک (بی‌ئی‌ای)                                                                   | طلا       | ۲۰٬۰۰۰             |
| کانادا (میوزیک کانادا)                                                           | ۲× پلاتین | ۱۶۰٬۰۰۰            |
| فرانسه (اس‌ان‌ئی‌پی)                                                                | طلا       | ۱۰۰٬۰۰۰            |
| نیوزیلند (آرآی‌ای‌ان‌زد)                                                            | طلا       | ۱۵٬۰۰۰             |
| لهستان (زدپی‌ای‌وی)                                                                | پلاتین    | ۵۰٬۰۰۰             |
| پرتغال (انجمن صنفی گرامافون)                                                     | پلاتین    | ۱۰٬۰۰۰             |
| اسپانیا (سازنده‌های موسیقی)                                                       | طلا       | ۳۰٬۰۰۰             |
| بریتانیا (بی‌پی‌آی)                                                                | طلا       | ۴۰۰٬۰۰۰            |
| ایالات متحده (آرآی‌ای‌ای)                                                          | پلاتین    | ۱٬۰۰۰٬۰۰۰          |
| استریم                                                                           |           |                    |
| یونان (آی‌اف‌پی‌آی یونان)                                                           | پلاتین    | ۲٬۰۰۰٬۰۰۰          |
| رقم فروش+پخش جاری تنها بر پایهٔ گواهی‌ها. · رقم فقط پخش جاری تنها بر پایهٔ گواهی‌ها. |           |                    |